# 张伟江
张伟江（1946年6月—），男，籍贯浙江宁波，生于上海，中国数学家，曾任上海交通大学副校长、研究生院院长，上海市教育委员会主任，欧美同学会副会长。